# European Federation of Energy Traders
Die European Federation of Energy Traders (EFET), der Verband europäischer Energiehändler, wurde 1999 mit Sitz in Amsterdam gegründet.
Der Unterverband EFET Deutschland – Verband Deutscher Gas- und Stromhändler e. V. mit Sitz in Berlin-Mitte wurde 2001 gegründet, da bei der damaligen Verbändevereinbarung im Ausland ansässige Verbände kein Teilnahmerecht hatten. EFET ist die Dachorganisation zur Standardisierung des grenzübergreifenden Handels der Energieversorger, insbesondere des Gas- und Stromhandels. Zu diesem Zweck werden einheitliche Rahmenverträge erarbeitet, auf deren Grundlage Formate der elektronischen Rechnungslegung (mit ebXML) errichtet wurden sowie Prozesse zum automatischen Clearing der Handelsgüter. Ziele sind die Entwicklung eines paneuropäischen Binnenmarktes für Energie und verwandte Produkte und die Erleichterung des Handels durch europaweite Harmonisierung der Marktregeln. EFET setzt sich ein für die Beseitigung von Marktzutrittsbarrieren, für den ungehinderten diskriminierungsfreien Zugang zu den Versorgungsnetzen und gegen den Missbrauch marktbeherrschender Stellungen. EFET hat keine kommerziellen Interessen.

## Mitglieder

### Vollmitglieder
- A2A Trading Srl.
- ALPIQ
- Axpo Services AG
- Azienda Elettrica Ticinese
- Barclays Capital
- Bayerngas
- BG International
- BKW FMB
- BP
- Cargill International
- Centrica
- CEZ
- Citi
- Conoco Phillips
- Danske Commodities
- DELTA
- DEPA S.A.
- Deutsche Bank
- Dong
- Drax Power Ltd
- DufEnergy Trading SA
- E & T Energie
- E.On Energy Trading
- EconGas
- EDF Trading
- Edison
- EDP Energía
- EFT
- EnBW
- Endesa
- Eneco
- Enel Energy Europe
- Enel Trade
- Energy Holding
- Energya VM
- ENI S.p.a.
- ENOI S.p.A.
- Europe Energy Spa
- ExxonMobil
- Fortum
- GALA Energia
- Galp Gás Natural, S.A.
- Gas Plus Italiana
- gasNatural fenosa
- GasTerra
- Gazprom
- GDF SUEZ Electrabel
- GEN-I
- Goldman Sachs
- Hera Trading
- HSE
- Iberdrola
- Lumius
- Macquarie Bank
- Mercuria Energy Trading
- Merrill Lynch
- Morgan Stanley
- MVM Trade Zrt.
- MVV Trading GmbH
- NEK EAD
- Noble Clean Fuels
- NValue
- PETRONAS Energy Trading Limited
- PGE S.A.
- Public Power Corporation S.A.
- RAO Nordic
- REpower Deutschland GmbH
- RheinEnergie
- Rudnap group
- RWE Supply & Trading
- Shell Energy Trading Limited
- Slovenske Elektrarne
- Société Générale
- Sorgenia
- Stadtwerke München
- Statkraft Energi AS
- Statoil
- Syneco Trading
- Tiwag
- Total
- Trianel
- Vattenfall
- VEMEX s.r.o.
- VERBUND Trading AG
- VNG Verbundnetz GAS AG
- Wingas
- YouTrade Gruppo Innowatio

(Stand: 2013)

### Assoziierte Mitglieder
- Acquirente Unico
- Aegean Power
- aet
- B.E.K. Group
- BNP Paribas
- Centralschweizerische Kraftwerke
- Commerzbank
- Credit Suisse
- Currenta GmbH & Co
- Dong Energy Markets
- DTEK Power Trade LLC
- Elektro Energija
- Enovos Luxembourg S.A
- EPS
- EWE Trading GmbH
- Freepoint Commodities Europe LLP
- Gas-Union GmbH
- Gazprom Germania GmbH
- Gelsenwasser AG
- GETEC
- Gunvor International B.V.
- HEP Trade
- KELAG
- Koch Energy Europe
- Mark-E
- MND a.s.
- MOL Energy Trade Ltd.
- Novatek
- PGNiG
- SET Swiss Energy Trading
- SNGN Romgaz
- Stadtwerke Hannover A.G.
- Stadtwerke Leipzig
- TAURON Polska Energia S.A.
- TEI Energy
- Vitol

Stand: 2013

## EFET Deutschland – Verband Deutscher Gas- und Stromhändler e. V.
EFET Deutschland vertritt die Interessen der auf dem deutschen Markt tätigen Energiehandelsunternehmen gegenüber Politik, Verbänden und Öffentlichkeit. Ziel der Verbandstätigkeit ist die Förderung des nationalen und internationalen Energiehandels, analog zur Europaebene. In Projekt- und Arbeitsgruppen für Gas und Strom, sogenannten Task Forces, findet die tägliche Arbeit statt. In Positionspapieren werden energiehandelsrelevante Behörden, wie z. B. die Bundesnetzagentur, über etwaige Missstände im deutschen Strom- und Gasmarkt informiert.
Die Ziele von EFET Deutschland sind:
- Entwicklung eines paneuropäischen Binnenmarktes für Energie und verwandte Produkte; dadurch Stärkung der Wettbewerbsfähigkeit der europäischen Wirtschaft
- Erleichterung des Handels durch europaweite Harmonisierung der Marktregeln
- Objektivität, Transparenz und Nicht-Diskriminierung
- Beseitigung von Marktzutrittsbarrieren
- ungehinderter diskriminierungsfreier Zugang zu den Versorgungsnetzen
- Gewährleistung der Versorgungszuverlässigkeit
- Vermeidung des Missbrauchs marktbeherrschender Stellungen

Die Aktivitäten von EFET Deutschland umfassen:
- Task Forces, Projekt- und Arbeitsgruppen für Gas und Strom
- Public Relations
- Lobbying
- Kommunikation mit den Netzbetreibern und ihren Verbänden
- Kooperation mit anderen Netznutzerverbänden
- Durchführung von Treffen, Workshops und Konferenzen

EFET Deutschland zeichnet sich durch folgende Charakteristika aus:
- strikte Unparteilichkeit
- Fehlen kommerzieller Interessen
- Transparenz der verbandsinternen Kommunikation
- effizienter Service für die Mitgliedsunternehmen
- Offenheit in der Kommunikation mit Dritten

## Mitglieder von EFET Deutschland
Mitglieder sind (Stand 2013):
- Alpiq
- Alpiq Suisse
- Bayerngas
- BP Gas
- Citiworks
- EconGas
- EDF Trading
- EnBW Trading
- Enercity Trade
- E.ON Energy Trading SE
- GAZPROM Germania
- GDF SUEZ Energie Deutschland
- GETEC
- DONG Energy
- Iberdrola
- Mainova AG
- Mark E
- Bank of America - Merrill Lynch
- MVV Energie
- Novogate
- RheinEnergie
- RWE Supply & Trading
- Stadtwerke Leipzig
- Stadtwerke München
- Statkraft Markets
- Syneco Trading
- Trianel
- Vattenfall Trading Services

## EFETnet
Der EFET-Verband startete 2002 eine Initiative für den europaweiten computerisierten Energiehandel, die 2004 zur Gründung der niederländischen Tochtergesellschaft EFETnet B.V. (GmbH) führte, die den Computer-Backbone der europäischen Energiehändler bereitstellt. Am EFETnet sind 80 Energiehändler aus 20 Ländern beteiligt, die 3 Millionen Euro investiert haben (Stand 2009). Weitere 17 Unternehmen sind mit EFETnet assoziiert und weitere 50 Energiehändler implementieren Teile der EFETnet-Prozesse. Der geschätzte Umsatz im EFETnet-gestützten europäischen Strom- und Gashandel betrug 2005 über 600 Milliarden Euro.

## EFET Rahmenverträge
Über die EFET Rahmenverträge wird ein großer Teil des Strom- und Gashandels abgewickelt.
Das EFET General Agreement Concerning the Delivery and Acceptance of Electricity (kurz EFET Strom) existiert seit dem Jahr 2000 und ist das am weitesten verbreitete Standardvertragswerk im Großhandel mit Strom. Im Jahr 2001 veröffentlichte EFET das EFET General Agreement Concerning the Delivery and Acceptance of Natural Gas (kurz EFET Gas). Die Vertragswerke sind in englischer Sprache abgefasst und für eine europaweite Anwendung ausgelegt.
Ihr Aufbau orientiert sich an dem im Bankensektor verbreiteten ISDA-Vertrag. Wie dieser haben sie einen mehrstufigen Aufbau. Einem verbindlichen Hauptteil (General Agreement) folgen optionale, das heißt verhandelbare, weitere Vereinbarungen (Election Sheet) und Anhänge, wie z. B. für den Handel mit Emissionsberechtigungen. Auch die Confirmation, mit der ein über diesen Rahmenvertrag getätigtes Geschäft bestätigt wird, findet sich im Anhang. Der Abschluss des Rahmenvertrags klärt dabei alle Rahmenbedingungen der Geschäftsbeziehung wie Zahlungsfristen und -regeln, Vorgehen bei Insolvenz usw. Die über den Vertrag laufenden Einzelgeschäfte, d. h. der eigentliche Handel mit Strom und Gas, kann dann telefonisch oder per Klick auf eine Brokerplattform erfolgen.